# Semibarbula orientalis
Semibarbula orientalis là một loài Rêu trong họ Pottiaceae. Loài này được (F. Weber) Wijk & Margad. miêu tả khoa học đầu tiên năm 1959.